# 莫斯科航天博物馆
莫斯科航天博物馆（俄语：Музей космонавтики）是一座位於俄罗斯莫斯科的航空博物館。它成立於1981年。莫斯科航天博物馆 - 航天主题的博物馆，位于宇航员小巷的“太空征服者”纪念碑里面。

## 展览品

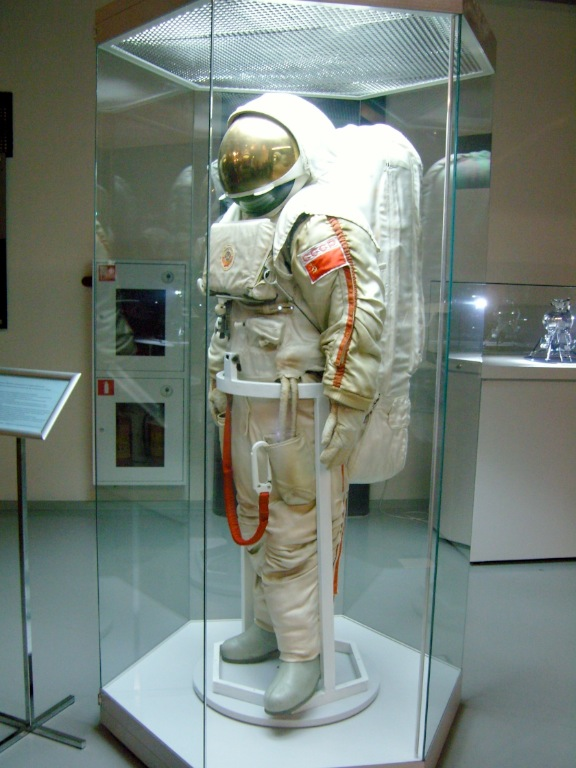
潜水服 "Кречет"
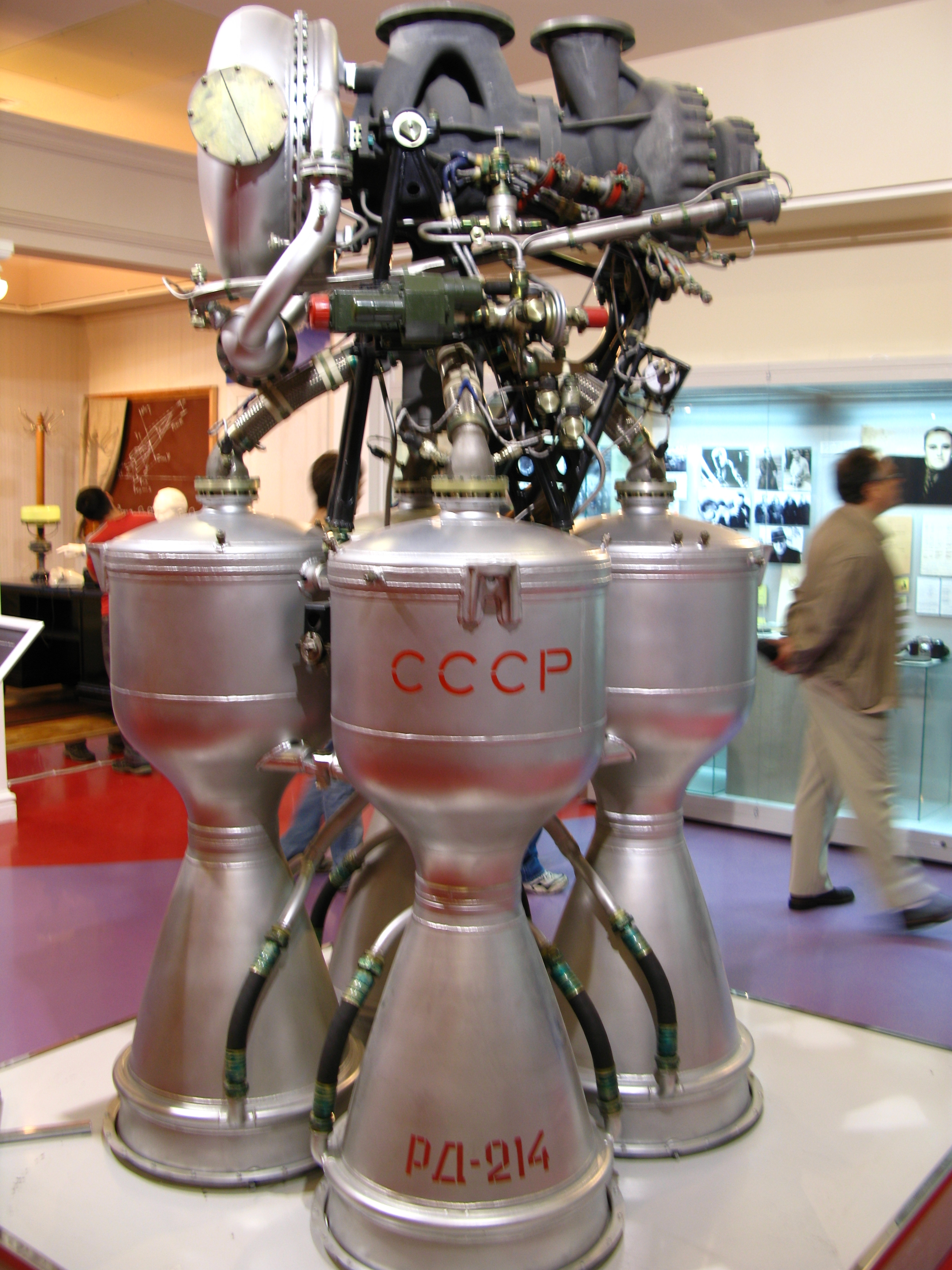
火箭发动机 РД-214
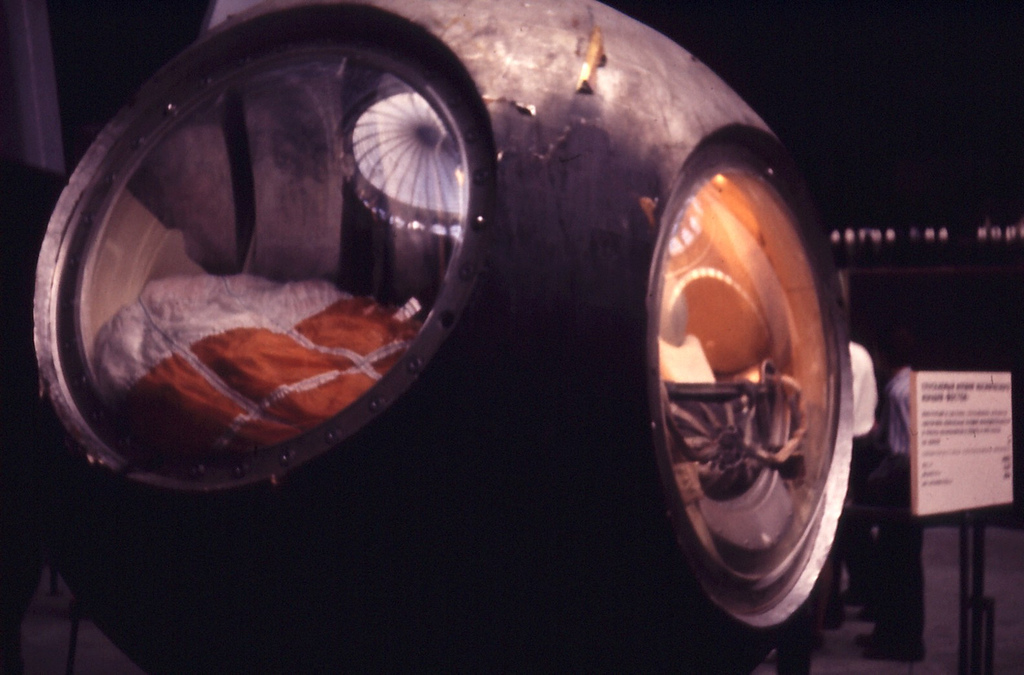
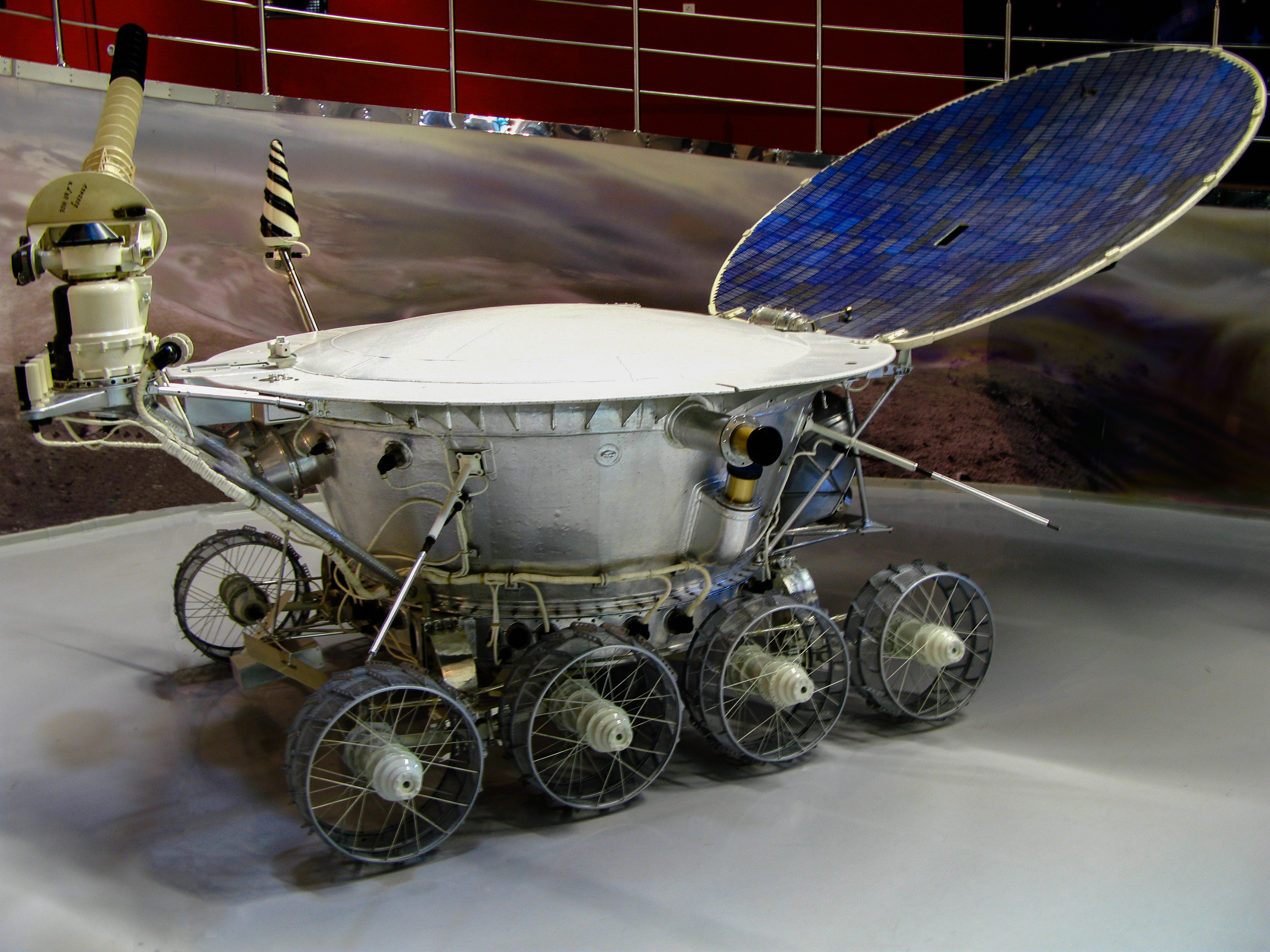
月球车

## 外部連結
- kosmo-museum.ru （页面存档备份，存于）
- 莫斯科航天博物馆 в VK （页面存档备份，存于）

55°49′22″N 37°38′23″E / 55.822733°N 37.63971°E